# Empore

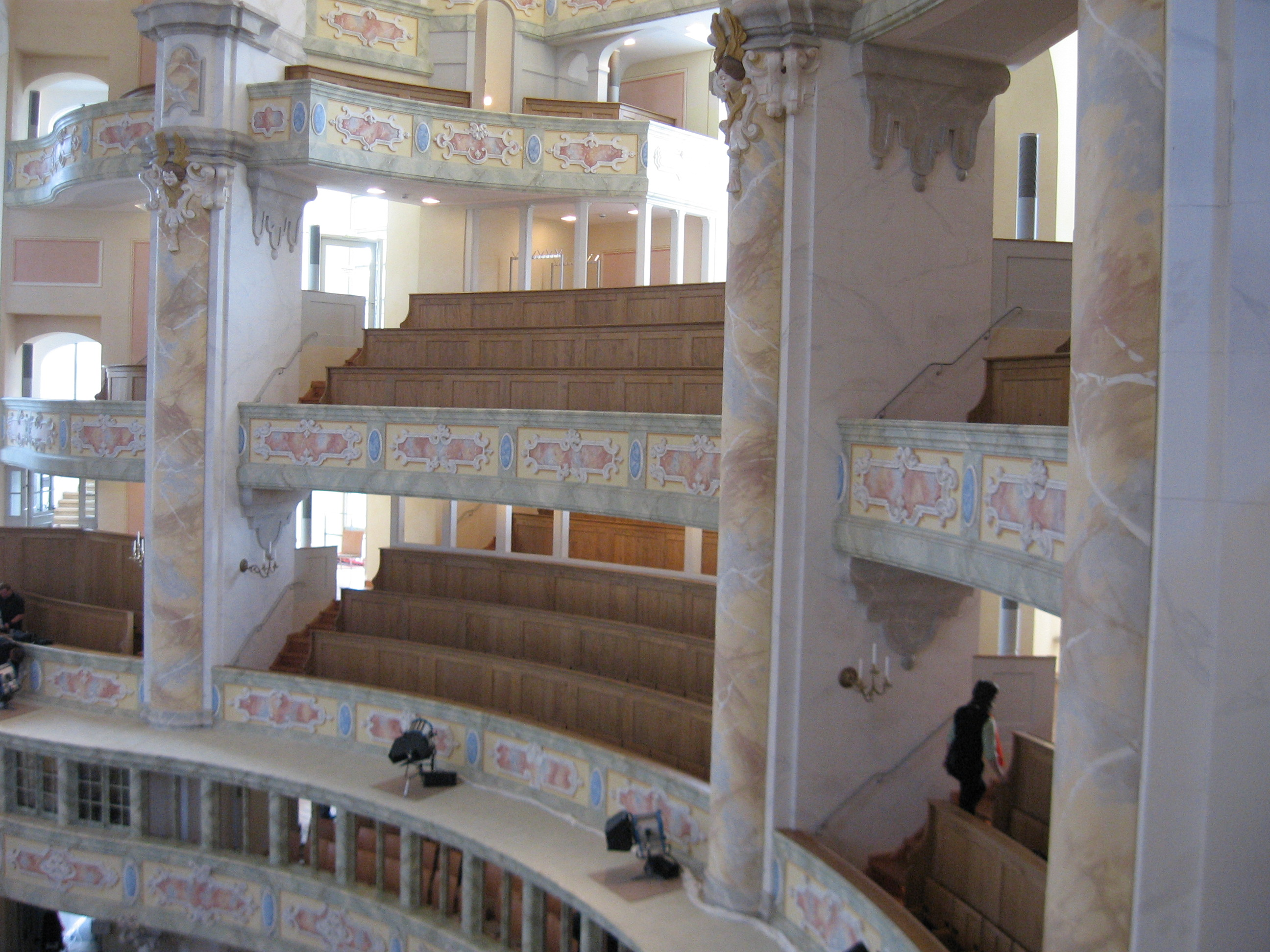
Emporen auf fünf Ebenen in der Frauenkirche (Dresden)

Eine Empore ist eine erhöhte Galerie oder Tribüne, die mit einer ihrer Langseiten zu einem größeren Innenraum hin geöffnet ist.

## Profanarchitektur

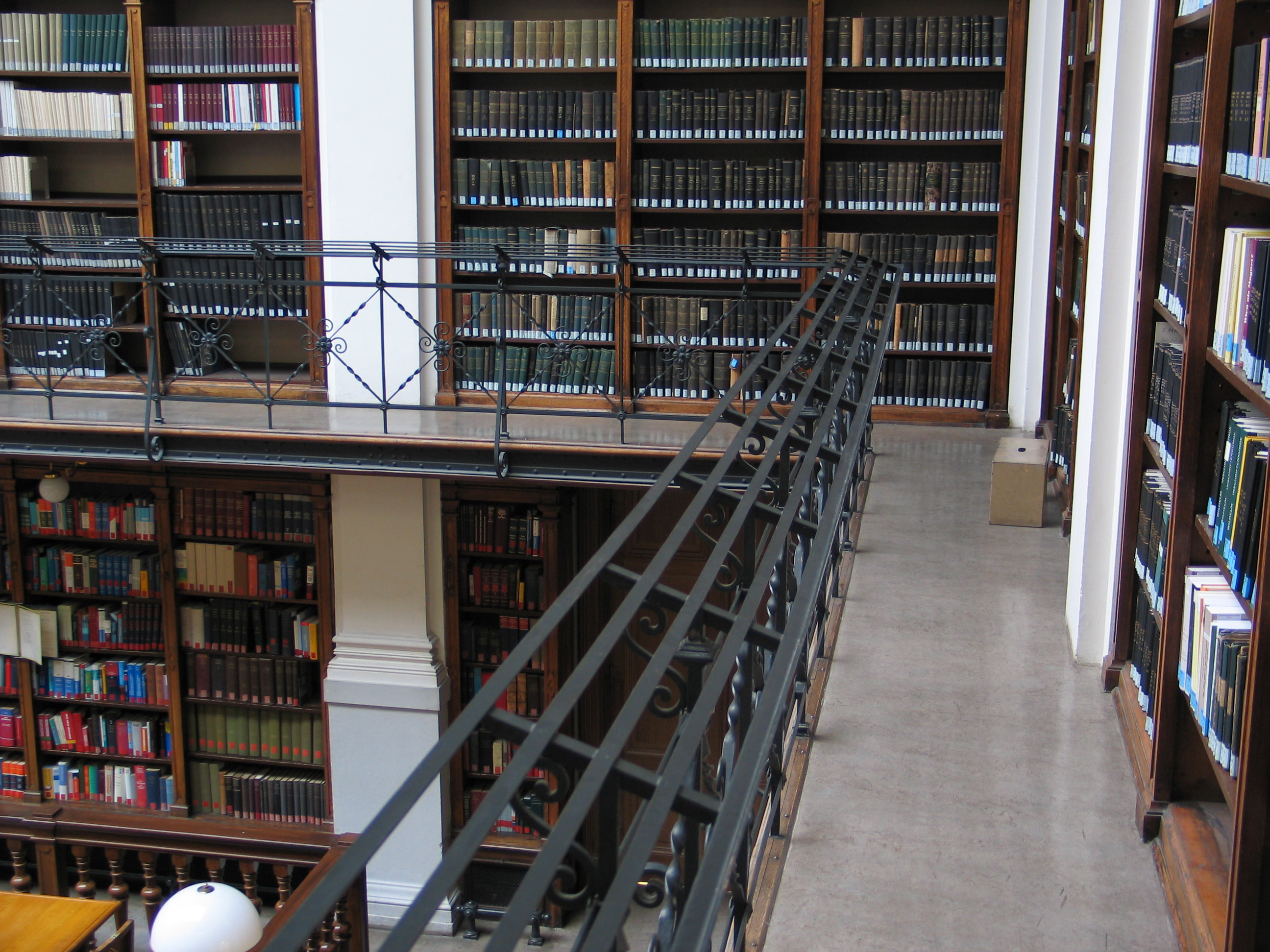
Empore im Lesesaal der Universitätsbibliothek Graz

In Profanbauten finden sich Emporen besonders dann, wenn ein über mehrere Geschosse gehender Saal auf den verschiedenen Ebenen zugänglich gemacht werden soll. In Bibliothekssälen übernehmen Emporen oft die Funktion eines erhöhten Umgangs, von dem aus die in den höheren Etagen befindlichen Bücherregale zu erreichen sind.
In Vortragssälen und Konzertsälen dienen Emporen als Zuschauertribünen, die ermöglichen, dass zusätzliches Publikum den Vortrag oder die Darbietung von einer erhöhten Position aus mitverfolgen kann. Emporen im Zuschauerraum eines Theaters werden oft auch als Ränge bezeichnet. Wenn sie in einzelne, nur nach vorne geöffnete Kabinen für wenige Sitzplätze aufgeteilt ist, bezeichnet man diese als Logen.

## Sakralarchitektur
Emporen sind ein oft eingesetztes Bauelement im christlichen, jüdischen und islamischen Sakralbau. Sie dienen hier meistens dazu, beim Gottesdienst eine bestimmte Gruppe von der übrigen Gemeinde abzusondern.

### Kirchen

#### Mittelalter
In der mittelalterlichen Sakralarchitektur finden sich Emporen besonders bei der Bauform der Basilika, wo sie den Raum über den Seitenschiffen und unter dem Obergaden einnehmen können. Man spricht dann von einer Emporenbasilika. In Basiliken der Romanik und Gotik öffnen sich die Emporen üblicherweise mittels Arkaden zum Mittelschiff, die Bögen korrespondieren dabei in ihrer Gliederung mit den darunterliegenden Arkaturen und den Bogenfenstern des Obergadens.
Bei der Basilika werden folgende Bauweisen der Empore unterschieden:
- Echte Empore: Eine voll begehbare Empore über dem Seitenschiff, die sich mit Arkaden zum Mittelschiff öffnet;
- Unechte Empore: Die vom Mittelschiff sichtbaren Arkaden öffnen sich lediglich in den Dachstuhl des Seitenschiffs, der dabei entstehende Laufgang wird nur zu Wartungszwecken genutzt;
- Scheinempore: Die vom Mittelschiff sichtbaren Arkaden öffnen sich unmittelbar in das Seitenschiff, es handelt sich also um ein rein ästhetisches Gliederungselement.

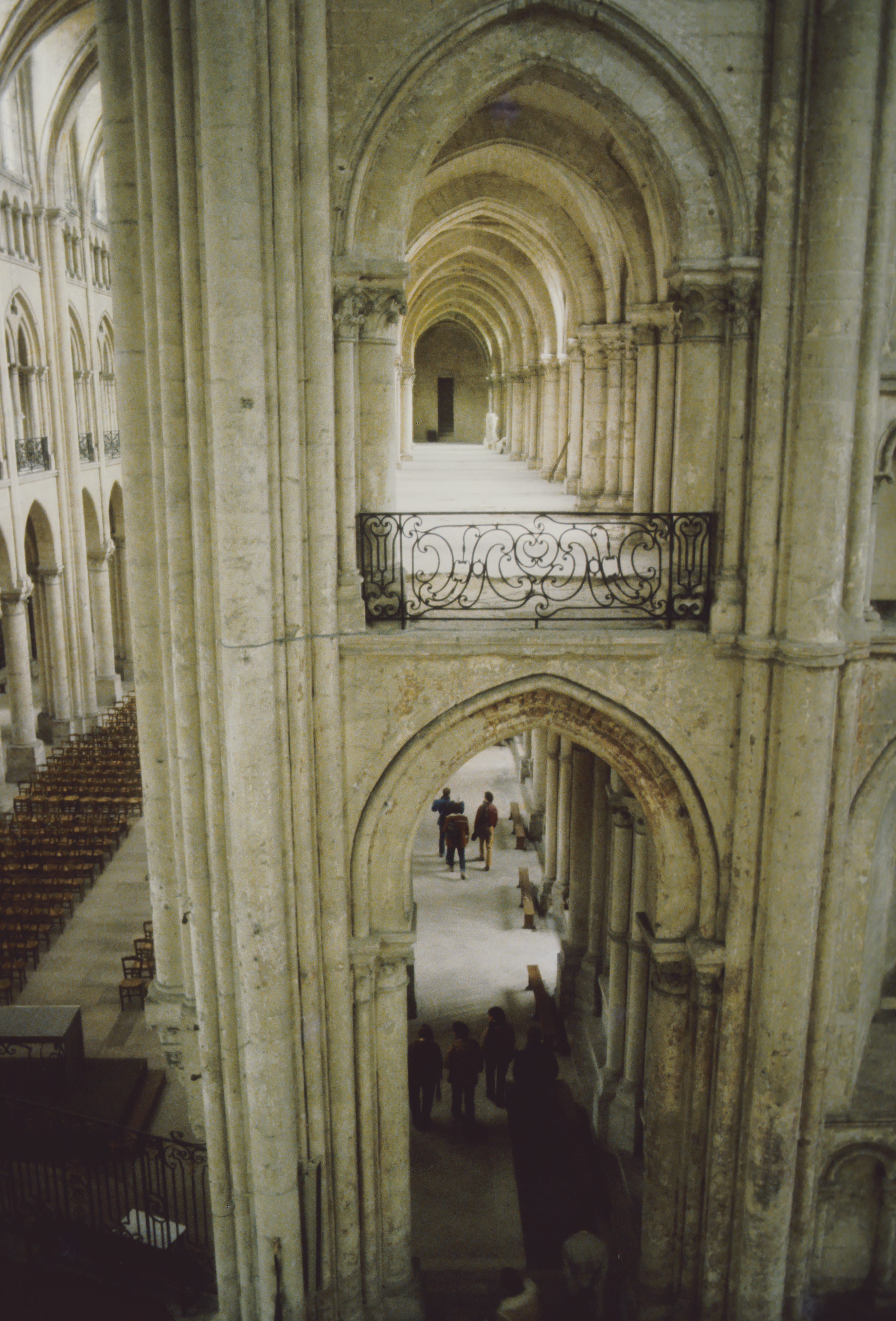
Echte Empore über dem Seitenschiff der Kathedrale von Noyon, 13. Jahrhundert (Blick vom Querhaus auf das Kopfende der Empore)
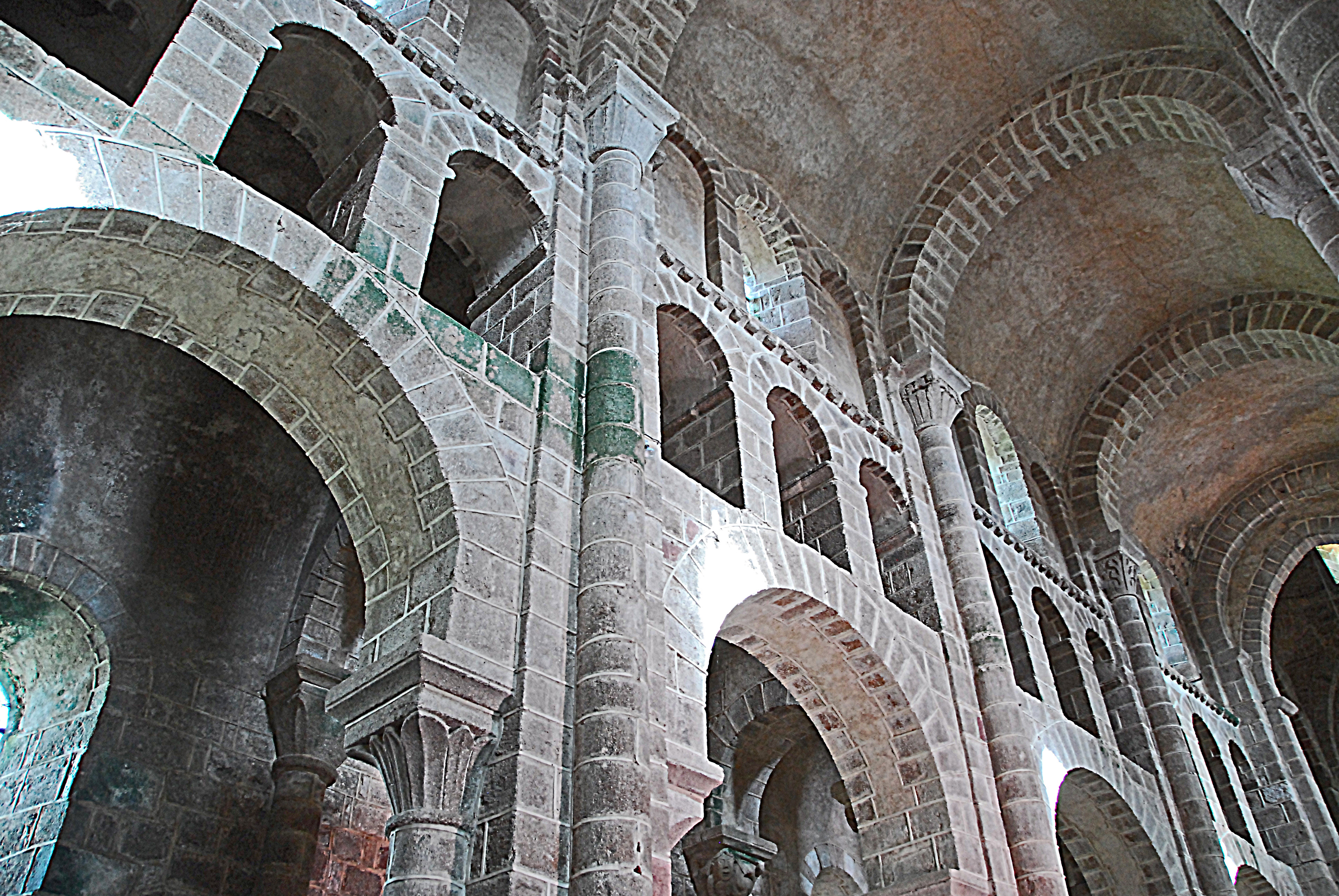
Scheinempore, Notre-Dame de Châtel-Montagne
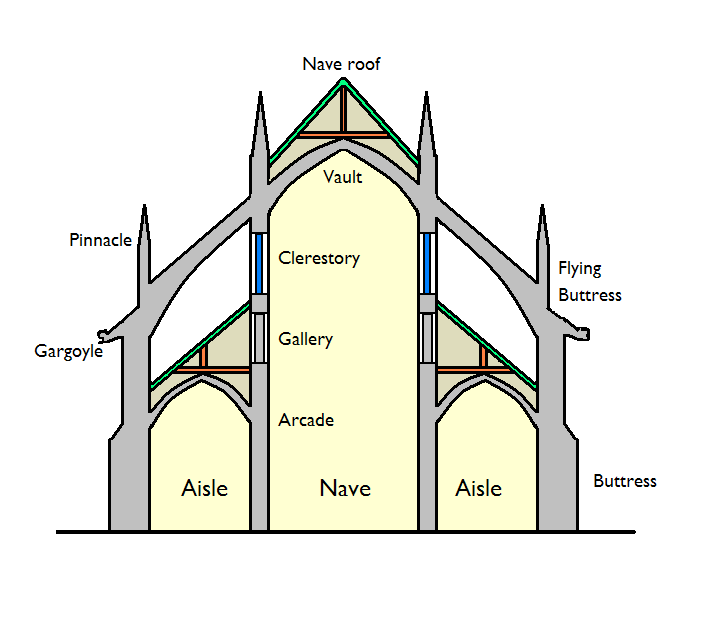
Unechte Empore (schematische Schnittdarstellung)

In der romanischen und frühgotischen Kirchenbaukunst haben Emporen über den Seitenschiffen noch eine statische Funktion und dienen an Stelle von Strebebogen dazu, den Seitenschub der Mittelschiffgewölbe aufzufangen. Die Begehbarkeit spielt in diesem Zusammenhang nur eine untergeordnete beziehungsweise (bei der Scheinempore) keine Rolle. Die Arkadenöffnungen der Empore sind Teil der dekorativen Gliederung der Langhauswände.
Von der Empore zu unterscheiden ist das Triforium, ein in der Mauerstärke der Mittelschiffswand verlaufender, zum Innenraum geöffneter Laufgang.
Bezüglich der Konstruktion lassen sich unterscheiden:
- Offene Empore: Auf Stützen ruhend oder freitragend an der Wand angebracht. Häufig in Holzbauweise ausgeführt. Findet sich oft in Saalkirchen.
- Gedeckte Empore: Befindet sich zumeist über einem Seitenschiff und ist mit einer eigenen Flachdecke oder einem Gewölbe überdeckt. Öffnet sich mit Arkaden oder fensterartigen Maueröffnungen zum Hauptraum.[4]

Emporen waren vor allem an der westlichen Schmalseite des Mittelschiffs eingebaut. Sie dienten ganz unterschiedlichen Funktionen. Aufgrund ihrer Höhe von der hauptsächlichen Versammlungsfläche der Gemeinde getrennt, gleichzeitig aber akustisch und optisch mit dem Hauptschiff in Verbindung, eigneten sie sich dafür, bestimmte Personengruppen von der übrigen Gemeinde abzusondern. Häufig dienten sie – etwa als Nonnenempore – als gesonderter Bereich für Frauen, meist im Westteil des Langhauses der Klosterkirche, ebenso dienten sie als Krankenemporen. Auch Standesunterschiede boten den Anlass einer exklusiven Nutzung der Emporen durch Angehörige der höheren Stände. Als Herrschaftsemporen, Patronatslogen, Priechen – in Schlosskirchen als Königs- oder Fürstenemporen – waren die Emporen dem Hof, dem Adel oder dem Kirchenpatron vorbehalten. Sie dienten oft als Sängertribüne (Chorempore) und später als Aufstellungsort für die Orgel, Orgelempore oder Orgelbühne genannt.

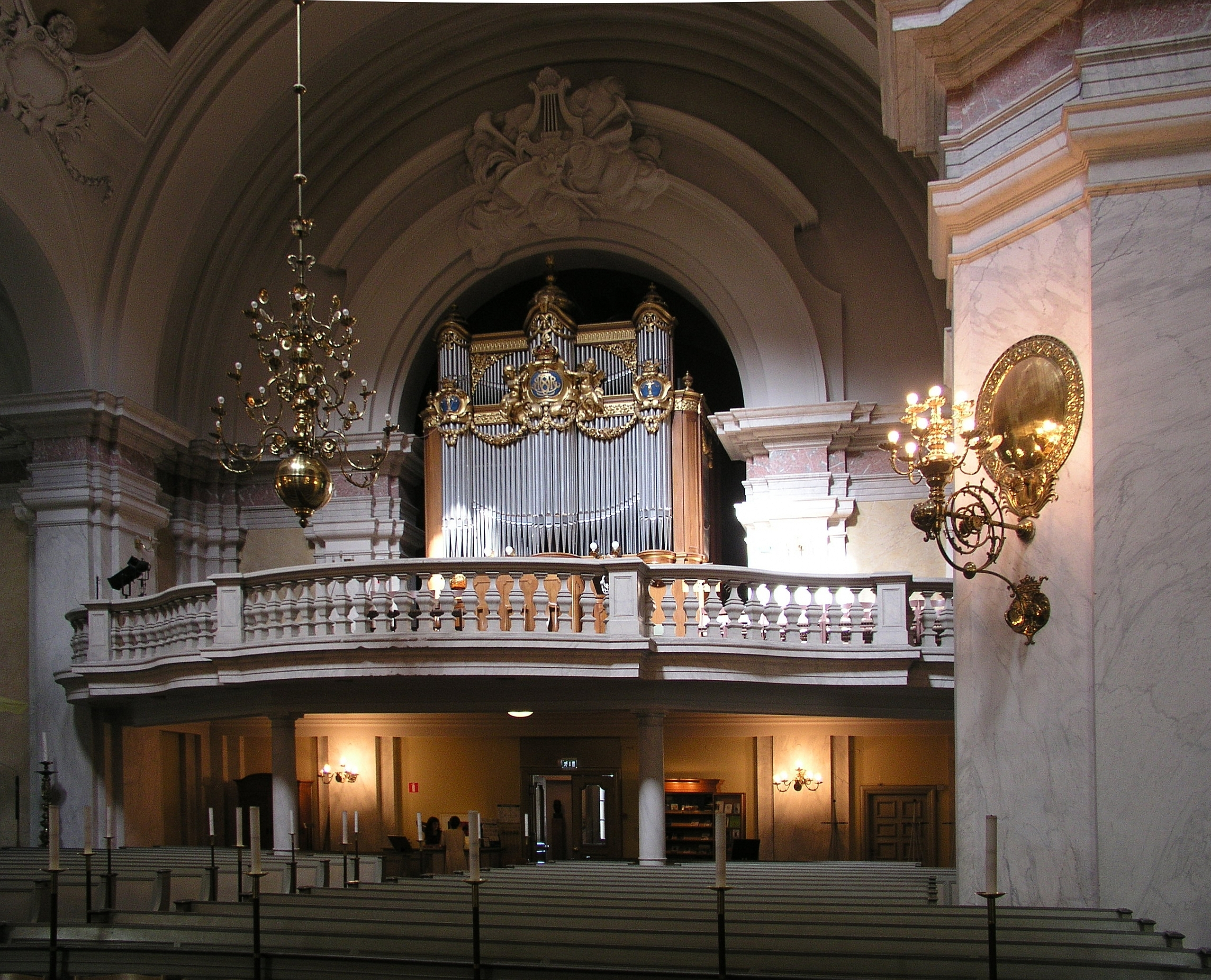
Orgelempore (Gustaf Vasa kyrka, Stockholm)
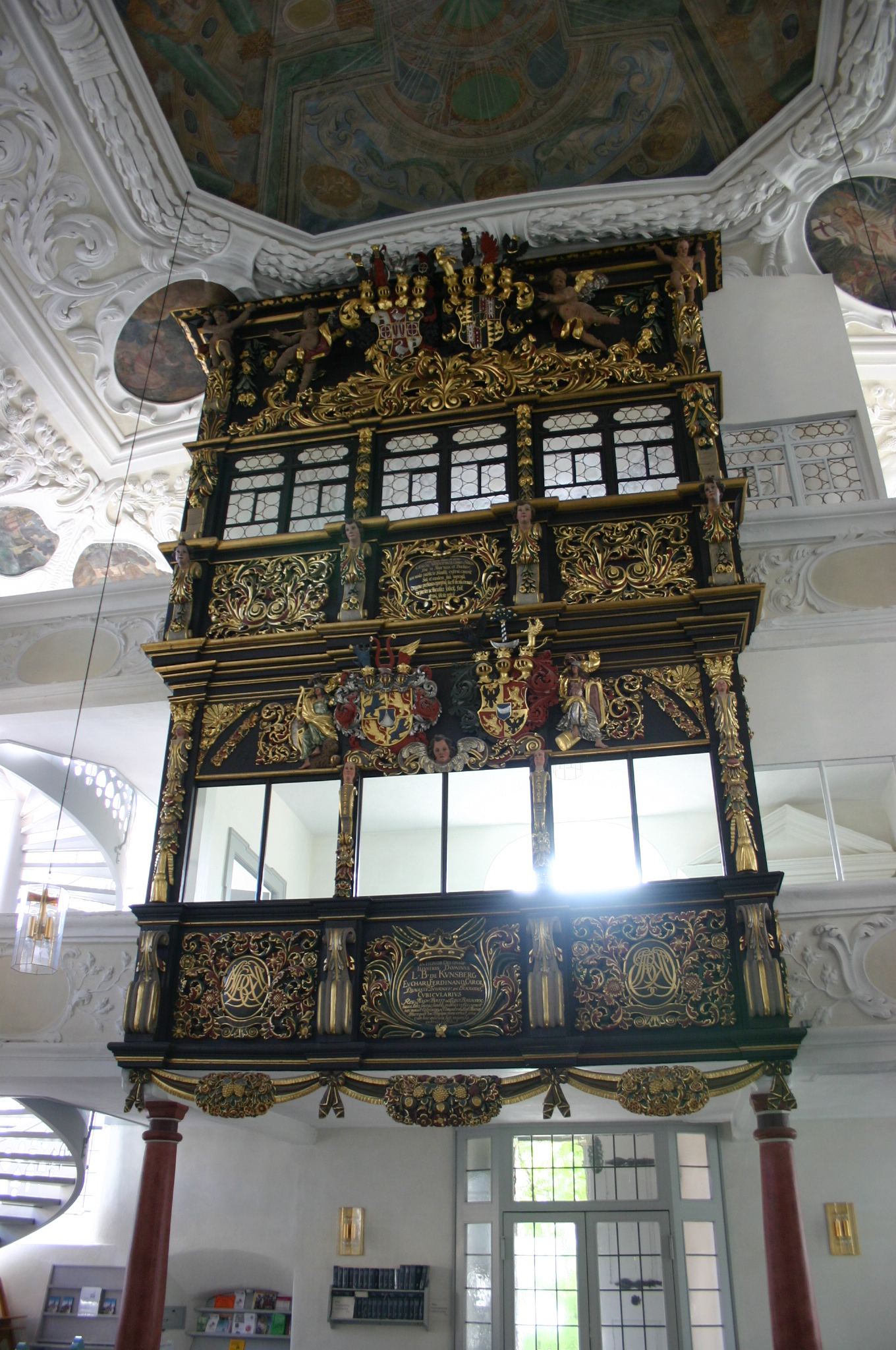
Patronatsloge in Thurnau
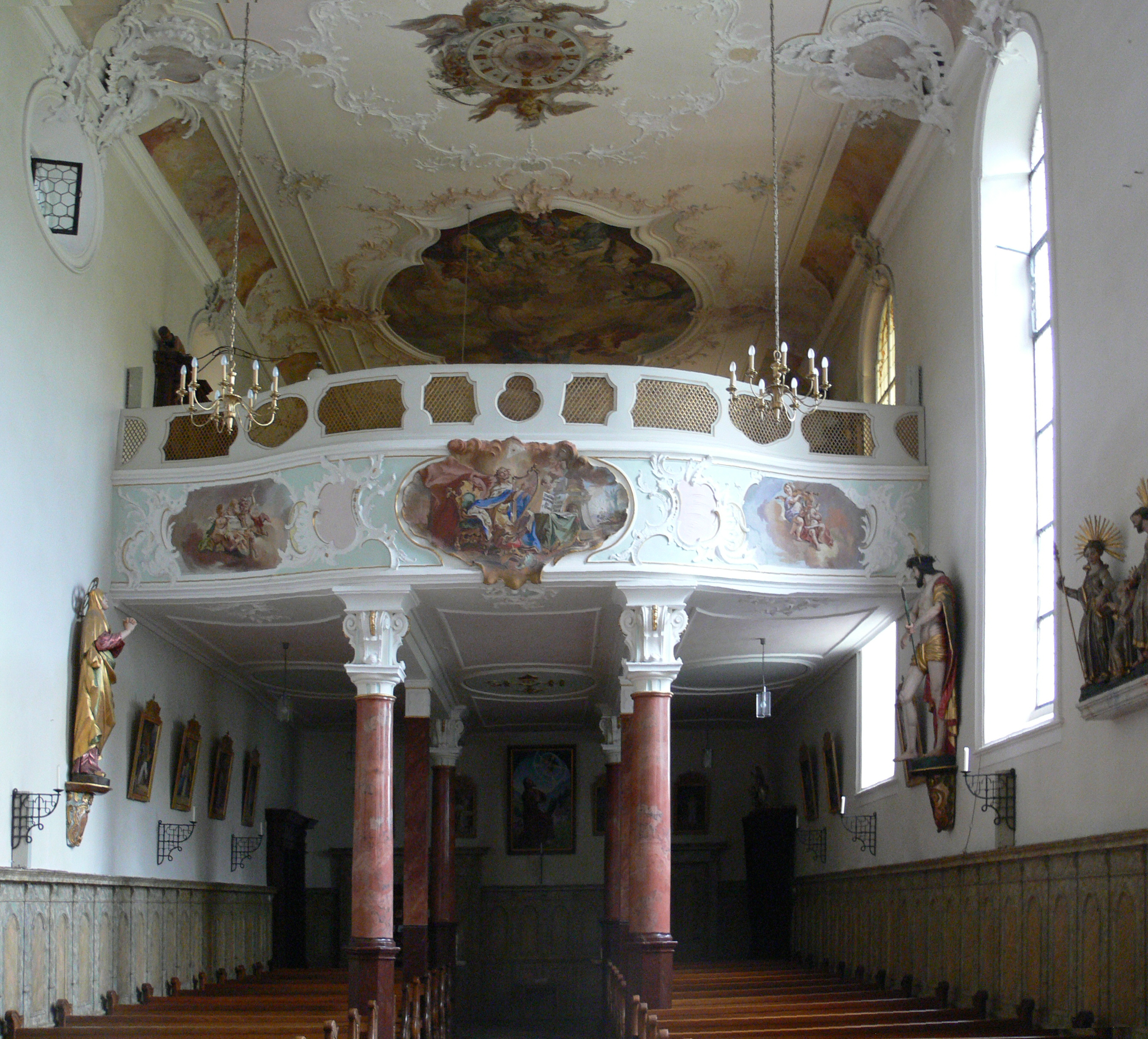
Kloster Habsthal, St. Stephanus, Nonnenempore

Unabhängig von der jeweiligen Nutzung blieb die Empore im katholischen Kirchenbau ein optionaler Bauteil, der nicht zwingend mit einer bestimmten Funktion verbunden war. So gibt es auch repräsentative Kirchenbauten (beispielsweise Hallenkirchen) ohne Emporen, während in anderen Fällen hölzerne Emporen erst nachträglich eingebaut wurden. Neben der Funktion als Raum dienen sie in Gewölbebasiliken oft auch dem statischen Zweck, die hochliegenden Gewölbe des Mittelschiffs seitlich abzustützen.

#### Protestantischer Kirchenbau
Im protestantischen Kirchenbau, vor allem in der einzigen rein protestantischen Bauform der Querkirche, entwickelte sich die Empore bald nach der Reformation zu einem nahezu programmatischen Merkmal. Sie bot – neben der althergebrachten Funktion als Rangmerkmal – neuerdings der Gemeinde einen direkteren akustischen und visuellen Zugang zur Kanzel als dem Ausgangspunkt des verkündeten Evangeliums. So finden sich – neben der auch traditionell im katholischen Raum verbreiteten Westempore – in protestantischen Kirchen vielfach zweiseitig gewinkelte, dreiseitig U-förmige Hufeisenemporen sowie vierseitige und auch das gesamte Kirchenschiff umziehende Rundemporen. Teils auf eine echte Platznot, teils auf ein barockes Repräsentationsbedürfnis ist die Schaffung beeindruckender doppel- oder mehrstöckiger Emporenkonstruktionen zurückzuführen, wie in vielen evangelischen Querkirchen zunächst Süddeutschlands und später auch in anderen Landeskirchen und zum Beispiel in den schlesischen Friedenskirchen Jauer und Schweidnitz und der sächsischen Dresdener Frauenkirche (1743).
Während die Emporen besonders in der reformierten Schweiz und anderen reformierten Kirchen auf eine Ornamentierung verzichteten, entwickelten die in den lutherischen Kirchen ein teilweise vielfältiges und reiches Bildprogramm in der Emporenmalerei. Auf den Emporenfeldern finden sich thematisch gegliedert Illustrationen biblischer Geschichten, teilweise in Verbindung mit weiterer kirchlicher, gesellschaftlicher, reformationsgeschichtlicher sowie moralischer Symbolik und Ikonografie. Auch Bibelsprüche waren ein beliebtes Gestaltungsmotiv. Einige Emporen katholischer Kirchen wurden neben Heiligendarstellungen ebenfalls mit biblischen Bildern versehen.

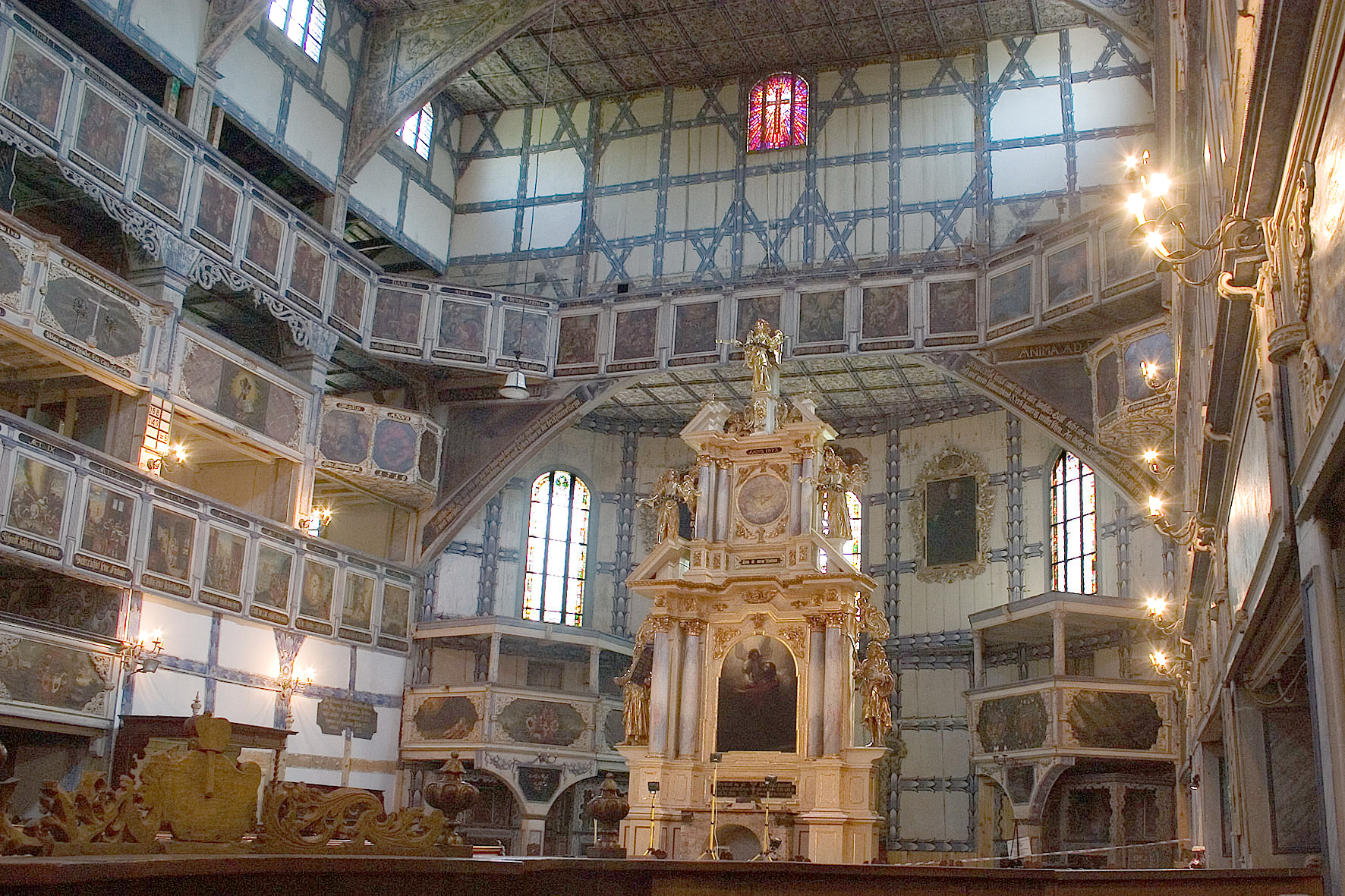
Friedenskirche Jauer (1655). Vierstöckige, teilweise achtseitige Empore.
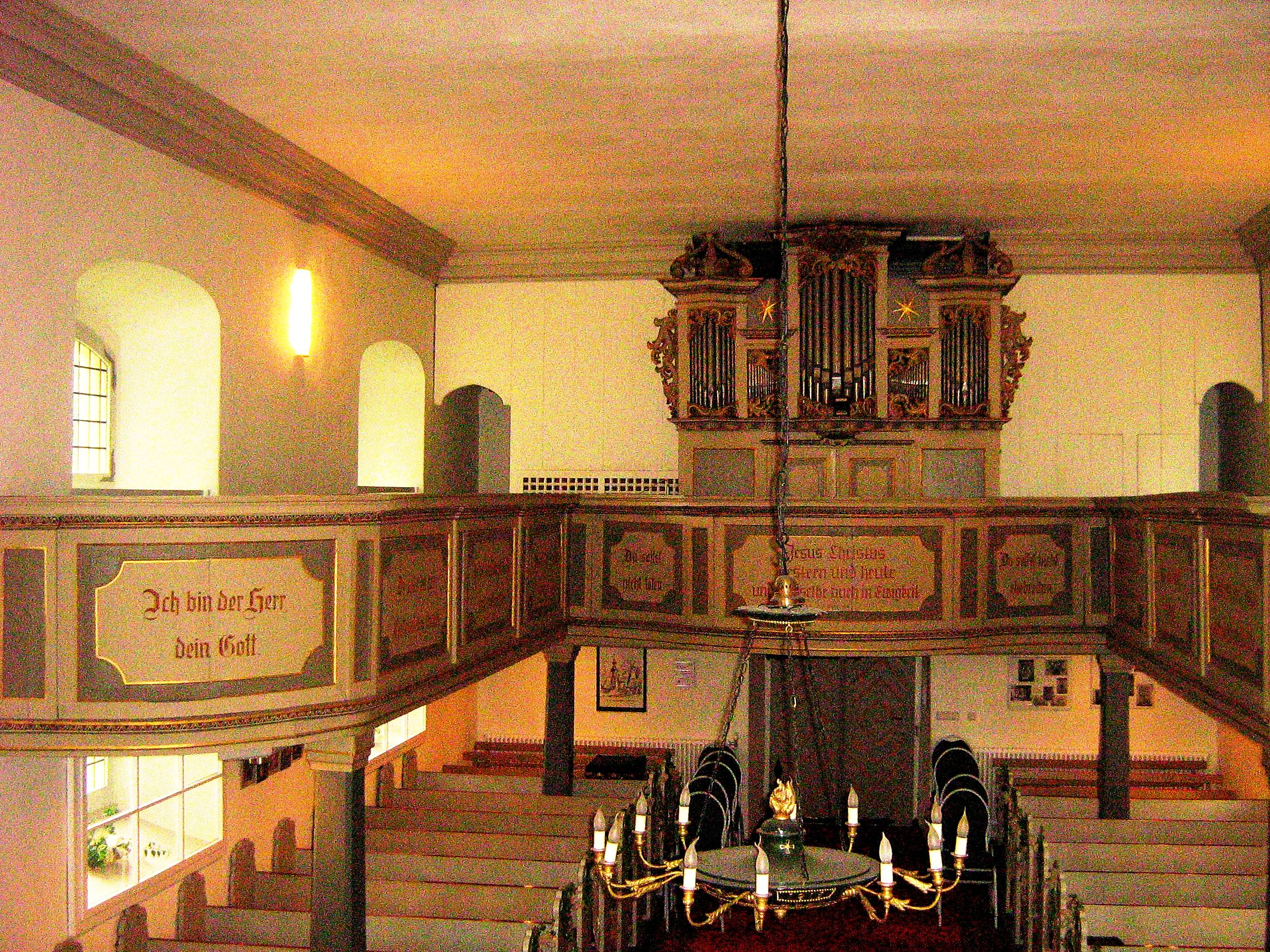
Hufeisenempore in der Dorfkirche Schönwalde-Glien (Brandenburg)

### Synagogen

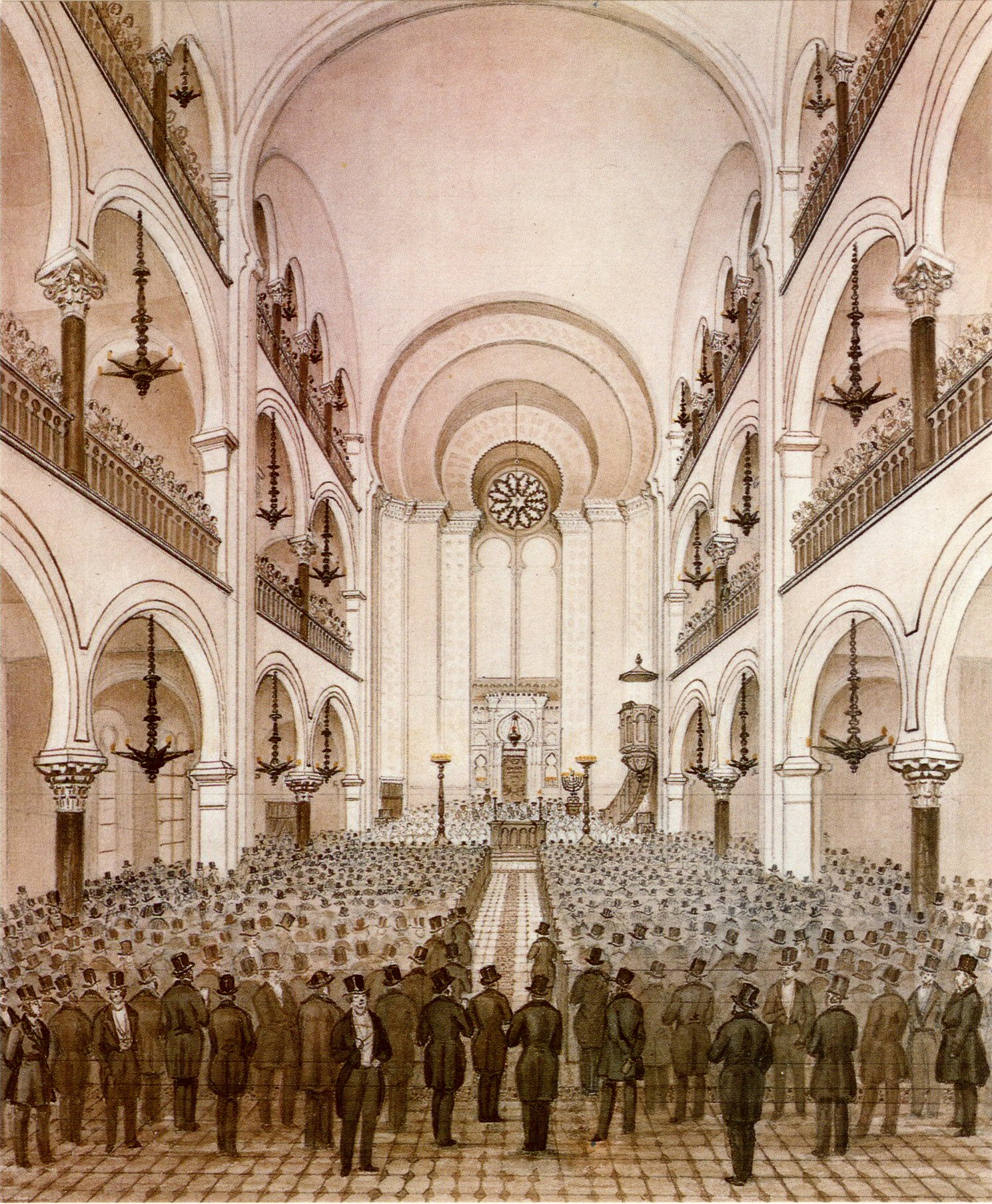
Hauptsynagoge in Frankfurt am Main, 1860, Emporen für Frauen

Emporen finden sich häufig auch in Synagogen, besonders bei den repräsentativen Sakralbauten, die im Zuge des bürgerlich emanzipierten Judentums im 19. und Anfang des 20. Jahrhunderts in Europa entstanden. Beispiele hierfür sind die Neue Synagoge in Berlin (1866) oder die Synagoge Neudeggergasse in Wien (1903). Die Emporen dienten in den Synagogen der traditionellen Geschlechtertrennung während des Gottesdienstes und waren den Frauen vorbehalten.

### Moscheen
Auch in Moscheen finden Emporen in der Innenarchitektur Anwendung. Sie können, ähnlich wie bei den Synagogen, separierte Betplätze für Frauen bilden. Eine für den islamischen Sakralbau charakteristische Form ist die Dikka, eine freistehende Tribüne, von der aus die Aufforderung zum Gebet ausgerufen oder der Koran rezitiert wird.